# 法比安·拉斯洛 (现代五项运动员)
法比安·拉斯洛（匈牙利語：Fábián László，1963年2月18日—），匈牙利男子现代五项运动员。他曾获得1988年夏季奥运会现代五项比赛男子团体金牌。他也参加了1992年夏季奥运会，未获得奖牌。